# Emil Dahlström
Emil Dahlström, född 2 februari 1886 i Stockholm, död 2 december 1944 i Stockholm, musiker och kompositör av bland annat marschmusik.
Dahlström började sin musikerbana vid Flottans musikkår i Stockholm. Han började som skeppsgosse vid 14 års ålder och "karlskrevs" vid 18 års ålder. 1917 utnämndes han till underofficer och blev samma år trumpetare i Konsertföreningens orkester som var en föregångare till Kungliga Filharmonikerna. 1937 tog han avsked från Flottan men blev inkallad som reservare under krigsåren och var i tjänst till sin död.
Dahlström komponerade endast ett fåtal marscher och valser men gjorde flera hundra arrangemang av andras verk under sin tid vid Flottans musikkår.

## Marscher
- Amiral Wilhelm Dyrssen
- Drotthornet
- Marinparad